# Jinrui wa suitai shimashita
Jinrui wa suitai shimashita (人類は衰退しました?), conosciuto anche con l'abbreviativo Jintai (人退?), è una serie di light novel giapponese scritta da Romeo Tanaka. I primi sei volumi della serie sono caratterizzati dalle illustrazioni di Tōru Yamasaki, sostituito poi da Sunaho Tobe nel 2011. La serie si è conclusa il 18 giugno 2014 con la pubblicazione del nono volume da parte della Shogakukan. Un adattamento manga illustrato da Takuya Mitomi è stato serializzato dal 25 novembre 2011 al 25 maggio 2012 sulla rivista Monthly Ikki. Un adattamento anime prodotto dalla AIC A.S.T.A. e diretto da Seiji Kishi è stato trasmesso dal 2 luglio al 17 settembre 2012.

## Trama
Jinrui wa suitai shimashita è ambientato un mondo post-apocalittico in cui la civiltà umana è regredita e l'umanità continua a diminuire di numero. La storia segue le vicende di una ragazza senza nome che funge da mediatore tra l'umanità e le "fate", piccole creature simili a elfi attratte dai dolci e dalle cose felici, ma che hanno l'abitudine di causarle problemi con i loro poteri nella loro infinita ricerca di divertimento.

## Personaggi

L'eroina principale nell'anime

Protagonista (主人公?, Shujinkō)
Doppiata da: Mai Nakahara
Generalmente indicata come "Io" (わたし?, Watashi) o Signorina dei dolci (お菓子ちゃん?, Okashi-chan), è l'eroina della storia, la quale funge da mediatore sensibile tra l'umanità e le fate. È una dei pochi umani rimasti al mondo in grado di creare dolci, il che la rende spesso circondata dalle fate. Avendo osservato il lento declino dell'umanità, ha una visione cupa e misantropica della vita.
Nonno (祖父?, Sofu)
Doppiato da: Unshō Ishizuka
Il nonno della protagonista, è un ricercatore e fanatico delle armi da fuoco. Grazie alla fate, ha incontrato sua nipote quando aveva solamente 13, creando così un paradosso temporale.
Assistente (助手さん?, Joshu-san)
Doppiato da: Jun Fukuyama
Un ragazzo vestito con una camicia hawaiana che non parla quasi mai e che fa da assistente alla protagonista.
Fate (妖精さん?, Yōsei-san)
Doppiate da: Yumiko Kobayashi, Sayaka Aoki, Satomi Akesaka, Nozomi Sasaki, Hisako Kanemoto e Satomi Arai
Sono esseri misteriosi dotati di una tecnologia avanzata che potrebbe essere chiamata magia. Le fate sono caratterizzate dall'avere dei sorrisi permanenti sui loro volti e sono oneste su tutto. Nonostante il loro aspetto carino, sembrano provare un disprezzo totale per la sicurezza degli esseri umani. La presenza di molte fate può far sì che la propria fortuna aumenti, ma di conseguenza vi è anche il rischio che queste possano causare situazioni potenzialmente fatali per gli altri. Spesso chiedono dei dolci alla protagonista in cambio della loro assistenza.
Y (Y?)
Doppiato da: Miyuki Sawashiro
Un vecchio compagno di classe della protagonista il cui compito è quello di identificare i manufatti umani. Scopre l'esistenza di un dōjinshi di genere yaoi proveniente dall'epoca in cui ancora prosperavano gli umani, e dal quel momento trascorre il tuo tempo autopubblicando opere dello stesso genere.
Pion/P-ko (ぴおん/P子?)
Doppiato da: Nana Mizuki
Un robot umanoide con orecchie da gatto. Produce effetti sonori ogni volta che riconosce qualcosa di interessante. Il suo nome originale è "Pioneer".
Oyage/O-taro (おやげ/O太郎?)
Doppiato da: Nobuyuki Hiyama
Il partner di Pion, che sta cercando da diverso tempo. Il suo nome originale è "Voyager".
Capelli ricci (巻き毛?, Makige)
Doppiata da: Hisako Kanemoto
La compagna di classe della protagonista dei suoi giorni di scuola, che è inquietantemente affettuosa.

## Media

### Light novel
Jinrui wa suitai shimashita è iniziato come serie di light novel scritte da Romeo Tanaka. Il primo volume è stato pubblicato il 24 maggio 2007 dall'etichetta Gagaga Bunko della Shogakukan. Si tratta del primo libro in assoluto pubblicato dall'etichetta. La serie si è conclusa con nove volumi pubblicati al 18 luglio 2014, a cui sono seguiti due speciali, usciti rispettivamente il 18 dicembre 2014 e il 16 settembre 2016. I primi sei volumi sono stati illustrati da Tōru Yamasaki, sostituito nel 2011 da Sunaho Tobe. La Shogakukan ha iniziato a ripubblicare i volumi con le illustrazioni di Tobe il 18 novembre 2011. I romanzi sono pubblicati a Taiwan dalla Sharp Point Press.

#### Volumi
| Nº | Data di prima pubblicazione | Data di prima pubblicazione | Data di prima pubblicazione |
| Nº | Giapponese                  | Giapponese                  |                             |
| -- | --------------------------- | --------------------------- | --------------------------- |
| 1  | 27 maggio 2007              | ISBN 978-4-0945-1001-0      |                             |
| 2  | 18 dicembre 2007            | ISBN 978-4-0945-1044-7      |                             |
| 3  | 18 aprile 2008              | ISBN 978-4-0945-1061-4      |                             |
| 4  | 18 dicembre 2008            | ISBN 978-4-0945-1104-8      |                             |
| 5  | 19 gennaio 2010             | ISBN 978-4-0945-1183-3      |                             |
| 6  | 18 febbraio 2011            | ISBN 978-4-0945-1255-7      |                             |
| 7  | 18 luglio 2012              | ISBN 978-4-0945-1353-0      |                             |
| 8  | 19 febbraio 2013            | ISBN 978-4-0945-1393-6      |                             |
| 9  | 18 luglio 2014              | ISBN 978-4-0945-1393-6      |                             |
| -  | 18 dicembre 2014            | ISBN 978-4-0945-1525-1      |                             |
| -  | 16 settembre 2016           | ISBN 978-4-0945-1632-6      |                             |

### Manga
Un adattamento manga della storia, illustrato da Rei Neyuki, è stato pubblicato da marzo 2010 sulla rivista Monthly Ikki della Shogakukan. È stato annunciato a maggio 2010 che il manga era stato dapprima sospeso a tempo indeterminato, ed infine cancellato.
Un secondo manga, intitolato Jinrui wa suitai shimashita: Nonbirishita hōkoku (人類は衰退しました のんびりした報告?) e illustrato da Takuya Mitomi, è stato serializzato dal 25 novembre 2011 al 25 maggio 2012 sempre su Monthly Ikki. Quest'ultimo è stato raccolto in un volume tankōbon uscito il 30 luglio 2012.
Un terzo manga, dal titolo Jinrui wa suitai shimashita: Nonbirishita hōkoku 4-koma (人類は衰退しました のんびりした4コマ?) e nuovamente illustrato da Takuya Mitomi, è stato pubblicato dall'agosto 2012 al marzo 2013 su Monthly Ikki.
Un quarto manga, chiamato Jinrui wa suitai shimashita: Yōsei, shimasu ka? (人類は衰退しました ようせい、しますか??) e disegnato da Terae Kichijō, è stato serializzato dal 27 gennaio 2012 al 26 gennaio 2013 su Monthly Comic Alive. I capitoli sono stati raccolti in tre volumi tankōbon usciti tra il 23 giugno 2012 e il 23 febbraio 2013.
| Jinrui wa suitai shimashita: nonbirishita hōkoku (1 volume) |                   |                        |
| 1                                                           | 30 luglio 2012    | ISBN 978-4-09-188595-1 |
| Jinrui wa suitai shimashita: yōsei, shimasu ka? (3 volumi)  |                   |                        |
| 1                                                           | 23 giugno 2012    | ISBN 978-4-8401-4484-1 |
| 2                                                           | 21 settembre 2012 | ISBN 978-4-8401-4721-7 |
| 3                                                           | 23 febbraio 2013  | ISBN 978-4-8401-5008-8 |

### Anime
Un adattamento anime prodotto dalla AIC A.S.T.A. e diretto da Seiji Kishi è stato trasmesso in Giappone dal 2 luglio al 10 settembre 2012. La sceneggiatura della serie è scritta da Makoto Uezu, le animazioni sono curate da Kyūta Sakai e basate sul character design realizzato da Sunaho Tobe. La sigla di apertura Real World (リアルワールド?, Riaru Wārudo) è interpretata da Nano Ripe, mentre quella di chiusura Yume no naka no watashi no yume (ユメのなかノわたしのユメ?, lett. "I miei sogni nei miei sogni") da Masumi Itō. Sei episodi bonus sono stati inclusi nelle edizioni DVD e Blu-ray Disc.
I diritti internazionali sono stati acquistati da Crunchyroll che trasmise la serie in simulcast in versione sottotitolata.

#### Episodi
| Nº  | Titolo italiano (traduzione letterale) Giapponese 「Kanji」 - Rōmaji                                                  | In onda           | In onda |
| Nº  | Titolo italiano (traduzione letterale) Giapponese 「Kanji」 - Rōmaji                                                  | Giapponese        |         |
| 1   | Lo stabilimento segreto della fata 「妖精さんの、ひみつのこうじょう」 - Yōsei-san no, himitsu no kōjō                 | 2 luglio 2012     |         |
| 2   | Lo stabilimento segreto della fata 「妖精さんの、ひみつのこうじょう」 - Yōsei-san no, himitsu no kōjō                 | 9 luglio 2012     |         |
| 3   | La sottocultura delle fate 「妖精さんたちの、さぶかる」 - Yōsei-san-tachi no, sabukaru                                | 16 luglio 2012    |         |
| 4   | La sottocultura delle fate 「妖精さんたちの、さぶかる」 - Yōsei-san-tachi no, sabukaru                                | 23 luglio 2012    |         |
| 5   | Il ritorno a casa delle fate 「妖精さんたちの、おさとがえり」 - Yōsei-san-tachi no, osatogaeri                        | 30 luglio 2012    |         |
| 6   | Il ritorno a casa delle fate 「妖精さんたちの、おさとがえり」 - Yōsei-san-tachi no, osatogaeri                        | 6 agosto 2012     |         |
| 7   | La gestione del tempo delle fate 「妖精さんたちの、じかんかつようじゅつ」 - Yōsei-san-tachi no, jikan katsuyō jutsu   | 13 agosto 2012    |         |
| 8   | La gestione del tempo delle fate 「妖精さんたちの、じかんかつようじゅつ」 - Yōsei-san-tachi no, jikan katsuyō jutsu   | 20 agosto 2012    |         |
| 9   | Le doti di sopravvivenza della fata 「妖精さんの、ひょうりゅうせいかつ」 - Yōsei-san no, Hyōryū Seikatsu              | 27 agosto 2012    |         |
| 10  | La terra della fata 「妖精さんの、ちきゅう」 - Yōsei-san no, chikyū                                                   | 3 settembre 2012  |         |
| 11  | Il tea party segreto della fata 「妖精さんの、ひみつのおちゃかい」 - Yōsei-san no, himitsu no ochakai                 | 10 settembre 2012 |         |
| 12  | Il tea party segreto della fata 「妖精さんの、ひみつのおちゃかい」 - Yōsei-san no, himitsu no ochakai                 | 17 settembre 2012 |         |
| EX1 | La legge della giungla degli umani #1 「人間さんの、じゃくにくきょうしょく #1」 - Ningen-san no, jakuniku kyōshoku #1 | 19 settembre 2012 |         |
| EX2 | La legge della giungla degli umani #2 「人間さんの、じゃくにくきょうしょく #2」 - Ningen-san no, jakuniku kyōshoku #2 | 17 ottobre 2012   |         |
| EX3 | La legge della giungla degli umani #3 「人間さんの、じゃくにくきょうしょく #3」 - Ningen-san no, jakuniku kyōshoku #3 | 21 novembre 2012  |         |
| EX4 | La legge della giungla degli umani #4 「人間さんの、じゃくにくきょうしょく #4」 - Ningen-san no, jakuniku kyōshoku #4 | 19 dicembre 2012  |         |
| EX5 | La legge della giungla degli umani #5 「人間さんの、じゃくにくきょうしょく #5」 - Ningen-san no, jakuniku kyōshoku #5 | 16 gennaio 2013   |         |
| EX6 | La legge della giungla degli umani #6 「人間さんの、じゃくにくきょうしょく #6」 - Ningen-san no, jakuniku kyōshoku #6 | 20 febbraio 2013  |         |